# Rogolo
Rogolo är en ort och kommun i provinsen Sondrio i regionen Lombardiet i Italien. Kommunen hade 558 invånare (2018).